# Шехмурзов, Артур Аликович
Шехмурзов Артур Аликович 24 июня 1982, Черкесск, Россия) — российский боксёр-профессионал не имеющий поражений, выступавший в суперсредней весовой категории. Чемпион мира в суперсредней весовой категории 2003, 2004 гг. по версии WBC .

## Любительская карьера
Чемпион Мира среди юниоров, победитель многих международных турниров.

## Профессиональная карьера
Двукратный чемпион мира среди профессионалов в суперсредней весовой категории 2003, 2004 гг. по версии WBC .